# RuPaul
|group7 = Programmi
correlati
|list7 =  A Queen Is Born · Queen Stars ·  Call Me Mother ·  Drag Den ·  Queen of Drags ·  La Más Draga ·  House of Drag ·  Non sono una signora · Tacchi a spillo ·  Make Up Your Mind ·  Drag SOS ·  Camp Wanakiki · Dragnificent! · Legendary · The Boulet Brothers' Dragula · The Boulet Brothers' Dragula Titans · We're Here
RuPaul, pseudonimo di RuPaul Andre Charles (San Diego, 17 novembre 1960), è un cantante, attore, personaggio televisivo, conduttore televisivo e doppiatore statunitense, diventato famoso nel mondo dello spettacolo soprattutto come drag queen.
Dopo aver raggiunto il successo commerciale negli anni '90, dal 2009 ritrova grande popolarità grazie alla conduzione del programma RuPaul's Drag Race, grazie al quale è stato premiato con sei Emmy Awards. Per i suoi contributi alla televisione ha inoltre ricevuto una stella sulla Hollywood Walk of Fame e nel 2017 è stato incluso dalla rivista TIME tra le 100 persone più influenti al mondo.

## Biografia

### Primi anni
RuPaul nasce a San Diego, in California, il 17 novembre 1960. Il nome gli è stato dato da sua madre Ernestine "Toni" Charles: Ru deriva da Roux, ingrediente base del gumbo e di altri piatti creoli. Quando i genitori divorziarono nel 1967, RuPaul e le sue sorelle vennero affidate alla madre.
A 15 anni RuPaul, insieme alla sorella Renetta, si trasferì ad Atlanta, in Georgia, per studiare arti performative. Negli anni ottanta si dedicò alla carriera di musicista e di filmmaker incoraggiato da Nelson Sullivan. Nel 1982 fece il suo debutto in The American Music Show, nel quale fece varie apparizioni. Inoltre era attivo nei club gay della città come cantante e gogo dancer, riuscendo a incidere un paio di album, che però non ottennero successo. Spostatosi poi a New York, divenne popolare negli anni novanta come drag queen. In quel periodo infatti comparve in numerosi show televisivi e film statunitensi, che accrebbero la sua fama. 

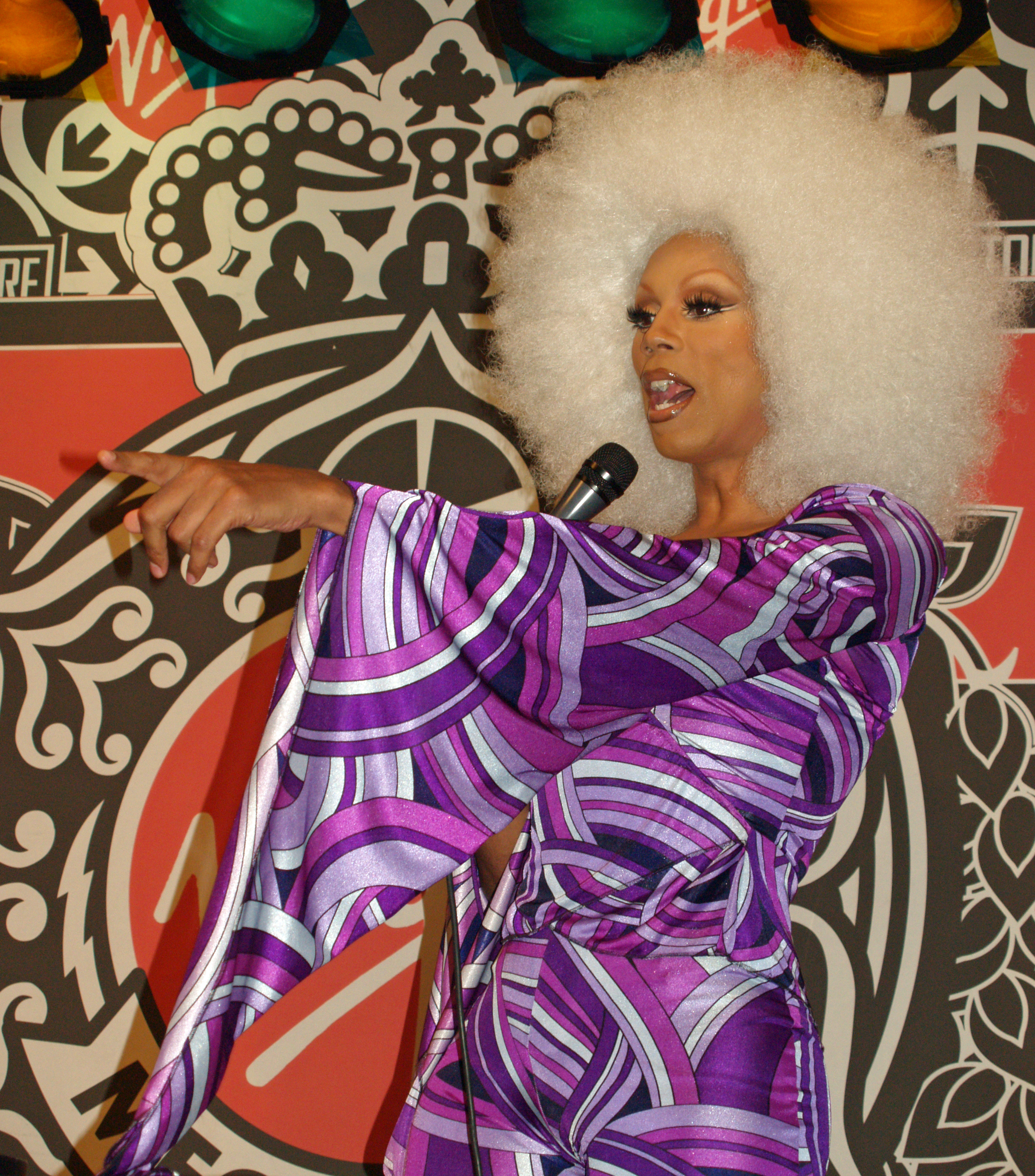
RuPaul nel 2007 al lancio del suo DVD Starrbooty

### Anni novanta
Nel 1993 il suo terzo album in studio Supermodel of the World riesce ad entrare nella classifica statunitense Billboard 200, mentre il primo singolo estratto, Supermodel (You Better Work), raggiunge la seconda posizione nella classifica Dance Club Songs. Le successive canzoni estratte, Back To My Roots e A Shade Shady (Now Prance), raggiungono invece la prima posizione nella classifica: ciò permette a RuPaul di collaborare con numerosi artisti di fama mondiale come Lil' Kim, Brigitte Nielsen e Lucy Lawless. In particolar modo nel 1994 duetta con Elton John nella cover del brano Don't Go Breaking My Heart, che fa conoscere RuPaul anche in Italia, grazie ad una performance sul palco del Festival di Sanremo: in seguito alla sua apparizione, la parola "drag queen" iniziò a divenire di uso comune anche in italiano. Sempre nel 1994 diventa il primo portavoce del programma Viva Glam della MAC Cosmetics; ciò rese RuPaul la prima drag queen modella di una importante marca di cosmetici ed il ricavato del programma venne devoluto alla ricerca contro HIV/AIDS.
Nel 1996 conduce per due stagioni un talk/variety show televisivo, dal titolo The RuPaul Show, che divenne famoso soprattutto per essere stato uno dei primi programmi televisivi condotti da un personaggio dichiaratamente omosessuale. Allo show vennero ospitati personaggi noti dello spettacolo, tra cui Cher, i Nirvana (che con RuPaul avevano da anni stretto amicizia) e Olivia Newton John. Nello stesso anno pubblica il suo secondo album Foxy Lady, da cui viene estratto il singolo Snapshot che, pur non eguagliando il successo dei precedenti singoli, ottiene un discreto riconoscimento. Nel 1998 duetta inoltre con Martha Wash delle The Weather Girls nella cover di It's Raining Men, intitolata It's Raining Men... The Sequel.
Torna invece ai vertici delle classifiche statunitensi nel 2004 con l'album Red Hot, quando il singolo Looking Good, Feeling Gorgeous raggiunge la seconda posizione nella classifica Dance.

### Anni duemila
Dopo alcuni anni di minor notorietà, nel 2009 RuPaul accresce la propria fama a livello internazionale grazie al programma da lui ideato e condotto RuPaul's Drag Race (in Italia America's Next Drag Queen), trasmesso sui canali satellitari di Sky; il programma, che assomiglia molto ad America's Next Top Model condotto da Tyra Banks, vede varie drag queen sfidarsi con prove a eliminazione per aggiudicarsi titolo e premi. La drag queen vincitrice viene incoronata "America's Next Drag Superstar". Ad ogni edizione del programma RuPaul pubblica anche un nuovo album le cui canzoni ne fanno da sigla.

### Anni duemiladieci
Nel 2014 l'album Born Naked raggiunge la quarta posizione nella classifica Billboard Top Dance/Electronic Album, mentre nel 2016 l'album Butch Queen raggiunge la terza posizione. A luglio 2016 RuPaul partecipa al singolo di gruppo Hands, insieme ad artisti quali Pink e Britney Spears, i cui ricavati dalle vendite vengono devoluti ad associazioni legate alle vittime della strage di Orlando. Nello stesso mese riceve inoltre una nomination agli Emmy Awards nella categoria "miglior conduttore di un reality", premio successivamente vinto.
Nel 2017 è stato incluso dal Time nella classifica delle 100 persone più influenti del mondo e l'anno seguente ha ricevuto la sua stella sulla Hollywood Walk of Fame, divenendo la prima drag queen ad ottenerla. Il 24 aprile 2018 annuncia la pubblicazione del libro Guru by RuPaul, previsto per il 23 ottobre 2018. Nel 2019 ha interpretato invece il ruolo di Benjamin Le Day nella serie tv Grace and Frankie, distribuita da Netflix. Nel 2019 RuPaul conduce RuPaul's Drage Race UK, versione britannica di RuPaul's Drag Race, sul canale BBC Three.

## Vita privata

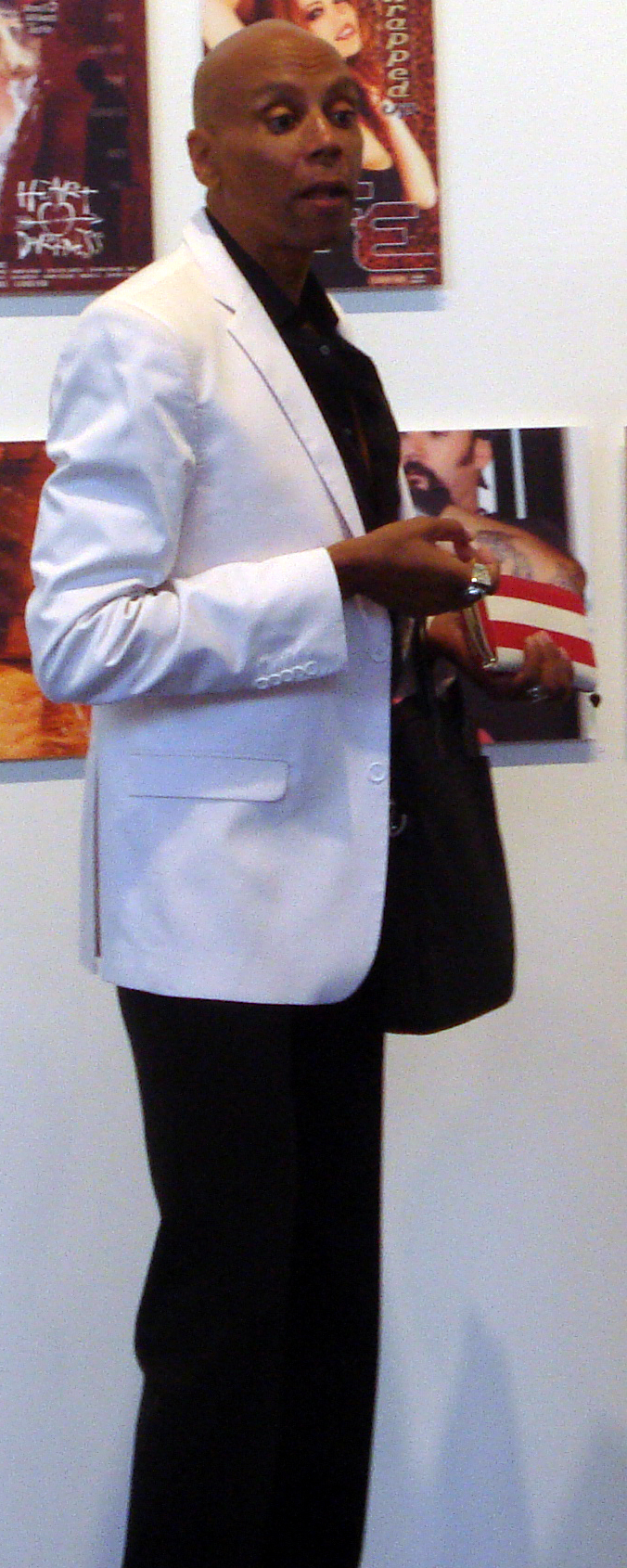
RuPaul in abiti maschili

Molto discreto e riservato sulla sua vita privata, nel 2017 ha sposato Georges LeBar, suo compagno da 23 anni.

## Impatto culturale
RuPaul, sin dall'inizio della propria carriera, e dopo aver raggiunto il successo negli anni novanta, è stato pioniere dell'abbattimento degli stereotipi di genere; in un'intervista in cui gli si chiedeva se preferisse essere chiamato lui o lei, rispose: "Potete chiamarmi lui, potete chiamarmi lei, non m'importa! L'importante è che mi chiamiate!". Grazie alle sue interviste e ai suoi programmi, nei quali si presentava sempre nelle vesti di drag queen, cercò di sensibilizzare le persone dell'epoca su varie tematiche, tra cui l'omosessualità, la discriminazione verso le persone nere e la misoginia, portando avanti messaggi di amore e tolleranza. Inoltre, RuPaul è riconosciuto per aver reso l'arte drag popolare e mainstream a partire dagli anni novanta, ed in seguito negli anni duemila.

## Omaggi
Per il suo status d'icona, è raffigurato da due statue di cera nei musei Madame Tussauds (una a New York e una a San Francisco).

## Discografia
- 1993 – Supermodel of the World
- 1996 – Foxy Lady
- 1997 – Ho, Ho, Ho
- 2004 – Red Hot
- 2009 – Champion
- 2011 – Glamazon
- 2014 – Born Naked
- 2015 – Realness
- 2015 – Slay Belles
- 2016 – Butch Queen
- 2017 – American
- 2018 – Christmas Party
- 2020 – You're a Winner, Baby
- 2022 – Mamaru

## Filmografia

### Attore

#### Cinema
- Crooklyn, regia di Spike Lee (1994)
- A Wong Foo, grazie di tutto! Julie Newmar (To Wong Foo, Thanks for Everything! Julie Newmar), regia di Beeban Kidron (1995)
- Blue in the Face, regia di Paul Auster e Wayne Wang (1995)
- Inseguiti (Fled), regia di Kevin Hooks (1996)
- Gonne al bivio (But I'm a Cheerleader), regia di Jamie Babbit (1999)
- EdTV, regia di Ron Howard (1999)
- The Truth About Jane, regia di Lee Rose (2000)
- Chi è Cletis Tout? (Who Is Cletis Tout), regia di Chris Ver Wiel (2001)
- Another Gay Sequel: Gays Gone Wild!, regia di Todd Stephens (2008)
- L'uragano Bianca (Hurricane Bianca), regia di Matt Kugelman (2016)
- Someone Great, regia di Jennifer Kaytin Robinson (2019)

#### Televisione
- La valle dei pini (All My Children) – soap opera, episodio 6523 (1995)
- Ellen – serie TV, episodio 3x17 (1996)
- Nash Bridges – serie TV, episodi 1x05–3x18 (1996–1998)
- Sabrina, vita da strega (Sabrina, the Teenage Witch) – serie TV, episodio 2x24 (1998)
- Walker Texas Ranger – serie TV, episodio 7x03 (1998)
- L'atelier di Veronica (Veronica's Closet) – serie TV, episodio 2x14 (1999)
- Cenerentola a New York (Time of Your Life) – serie TV, episodio 1x01 (1999)
- Da un giorno all'altro (Any Day Now) – serie TV, episodio 2x22 (2000)
- Popular – serie TV, episodio 2x21 (2001)
- Port Charles – serie TV, 2 episodi (2001)
- Son of the Beach – serie TV, episodio 3x06 (2002)
- Rick & Steve: The Happiest Gay Couple in All the World – serie TV, episodio 2x06 (2009)
- Ugly Betty – serie TV, episodio 4x13 (2010)
- Happy Endings – serie TV, episodio 3x16 (2013)
- Mystery Girls – serie TV, episodio 1x08 (2014)
- The Comeback – serie TV, episodio 2x01 (2014)
- I Muppet (The Muppets) – serie TV, episodio 1x13 (2016)
- The Real O'Neals – serie TV, episodio 2x01 (2016)
- Adam il rompiscatole (Adam Ruins Everything) – serie TV, episodi 2x09–2x16 (2017)
- Girlboss – serie TV, 6 episodi (2017)
- 2 Broke Girls – serie TV, episodio 6x12 (2017)
- Broad City – serie TV, 3 episodi (2017)
- Grace and Frankie – serie TV, episodi 5x01–5x02 (2019)
- AJ and the Queen – serie TV, 10 episodi (2020)
- Terra chiama Ned (Earth to Ned) – serie TV, episodio 1x09 (2021)
- Reno 911! - Alla ricerca di QAnon (Reno 911! The Hunt for QAnon), regia di Robert Ben Garant – film TV (2021)
- Zombies 3, regia di Paul Hoen – film TV (2022)

#### Video musicali
- Love Shack di The B-52s (1989)
- You Need to Calm Down di Taylor Swift (2019)

### Sceneggiatore
- AJ and the Queen – serie TV (2020)

### Doppiatore
- Hercules – serie TV, episodio 1x15 (1998)
- Bubble Guppies - Un tuffo nel blu e impari di più (Bubble Guppies) – serie TV, episodio 4x02 (2015)
- Harvey Beaks – serie TV, episodi 1x11–2x21 (2015–2017)
- BoJack Horseman – serie TV, episodio 4x07 (2017)
- Animals (Animals.) – serie TV, episodi 2x05–3x09 (2017–2018)
- Show Dogs - Entriamo in scena (Show Dogs), regia di Raja Gosnell (2018)
- I Simpson (The Simpsons) – serie TV, episodio 30x07 (2018)
- Anfibia (Amphibia) – serie TV, 4 episodi (2022)
- Ozi - La voce della foresta (Ozi: Voice of the Forest), regia di Tim Harper (2023)
- Nimona, regia di Nick Bruno e Troy Quane (2023)
- Trolls 3 - Tutti insieme (Trolls Band Together), regia di Walt Dohrn (2023)

## Programmi televisivi
- Saturday Night Live – sketch comedy, episodi 19x01 e 45x13 (1993, 2020) co-conduttore
- ¡Hola Raffaella! – programma televisivo (1994) ospite
- MADtv – sketch comedy, episodio 1x08 (1995)
- The RuPaul Show – programma televisivo (1996-1998) conduttore
- Top Chef – programma televisivo, episodio 1x02 (2006) ospite
- Project Runway – talent show, episodio 5x06 (2008) giudice
- RuPaul's Drag Race – talent show (2009-in corso) conduttore, performer e giudice
- Drag Race: Untucked – programma televisivo (2009-in corso) conduttore
- RuPaul's Drag U – talent show (2010-2012) conduttore, performer e giudice
- RuPaul's Drag Race All Stars – talent show (2012-in corso) conduttore, performer e giudice
- Lady Gaga and the Muppets Holiday Spectacular – speciale TV (2013)
- Skin Wars – talent show (2014-2016) giudice
- Kocktails with Khloé – talk show, episodio 1x03 (2016) ospite
- Hollywood Game Night – game show, episodio 5x10 (2017) concorrente
- Good Work – talk show (2017) conduttore
- Project Runway All Stars – talent show, episodio 6x07 (2018) giudice
- Drag Race Thailand – talent show, 3 episodi (2018-2019) giudice
- The World's Best – talent show (2019) giudice
- RuPaul – talk show (2019) conduttore
- RuPaul's Drag Race UK – talent show (2019-in corso) conduttore e giudice
- RuPaul's Secret Celebrity Drag Race – talent show (2020-in corso) conduttore e giudice
- Canada's Drag Race – talent show (2020-in corso) ospite in collegamento
- Drag Race Holland – talent show (2020-2021) ospite in collegamento
- Drag Race Italia – talent show (2021) ospite in collegamento
- Jimmy Kimmel Live! – programma televisivo, episodi 19x177-178 (2021) co-conduttore
- RuPaul's Drag Race Down Under – talent show (2021-in corso) conduttore e giudice
- RuPaul's Drag Race: UK vs the World – talent show (2022) conduttore e giudice
- Canada's Drag Race: Canada vs the World – talent show (2022) ospite in collegamento
- Painted with Raven – talent show, 3 episodi (2022-2023) giudice
- RuPaul's Drag Race Global All Stars – talent show (2024-in corso) conduttore e giudice

## Doppiatori italiani
Nelle versioni in italiano delle opere in cui ha recitato, RuPaul è stato doppiato da:
- Franco Mannella in Someone Great, Drag Race UK
- Simone Mori in Chi è Cletis Tout?
- Francesco Vairano in A Wong Foo, grazie di tutto! Julie Newmar
- Simone Crisari in 2 Broke Girls
- Fabrizio Vidale in Girlboss
- Massimo Corizza in RuPaul's Drag Race
- Massimo Di Benedetto in Spongebob: una grandiosa festa di Compleanno
- Stefano Brusa in AJ and The Queen

Da doppiatore è sostituito da:
- Valeria Marini in Show Dogs - Entriamo in scena
- Simone D'Andrea ne I Simpson
- Stefano Brusa in Anfibia

## Riconoscimenti
- Emmy Award
  - 2016 – Miglior conduttore di un reality per RuPaul's Drag Race
  - 2017 – Miglior conduttore di un reality per RuPaul's Drag Race
  - 2018 – Miglior conduttore di un reality per RuPaul's Drag Race
  - 2019 – Miglior conduttore di un reality per RuPaul's Drag Race
- Entertainment Weekly
  - 2013 – Giudice di un programma televisivo meglio vestito dell'anno per RuPaul's Drag Race
- GLAAD Award
  - 1999 – Vito Russo Award
  - 2010: Best Outstanding Program per RuPaul's Drag Race
- New Now Next Award
  - 2010 – Best New Indulgence per RuPaul's Drag Race
- Time Magazine
  - 2017 – Time Magazine's 100 Most Influential People
- TV.com's Awards
  - 2012 – Best Reality Show Judge/Host per RuPaul's Drag Race
  - 2013 – Best Reality Show Judge/Host per RuPaul's Drag Race

## Profumi
- 2012 - Glamazon

## Pubblicazioni
- Lettin' It All Hang Out
- Workin' It! RuPaul's Guide to Life, Liberty, and the Pursuit of Style
- Guru by RuPaul